# 弗留利多洛米蒂山脉
46°20′43″N 12°24′49″E / 46.3453°N 12.4136°E
弗留利多洛米蒂山脈（義大利語：Dolomiti Friulane）是意大利的山脈，位於該國東北部，處於貝盧諾省、烏迪內省和波代諾內省接壤的邊界，屬於卡尔尼凯前山的一部分，最高點是海拔高度3,145米的普雷蒂峰。